# Corexit

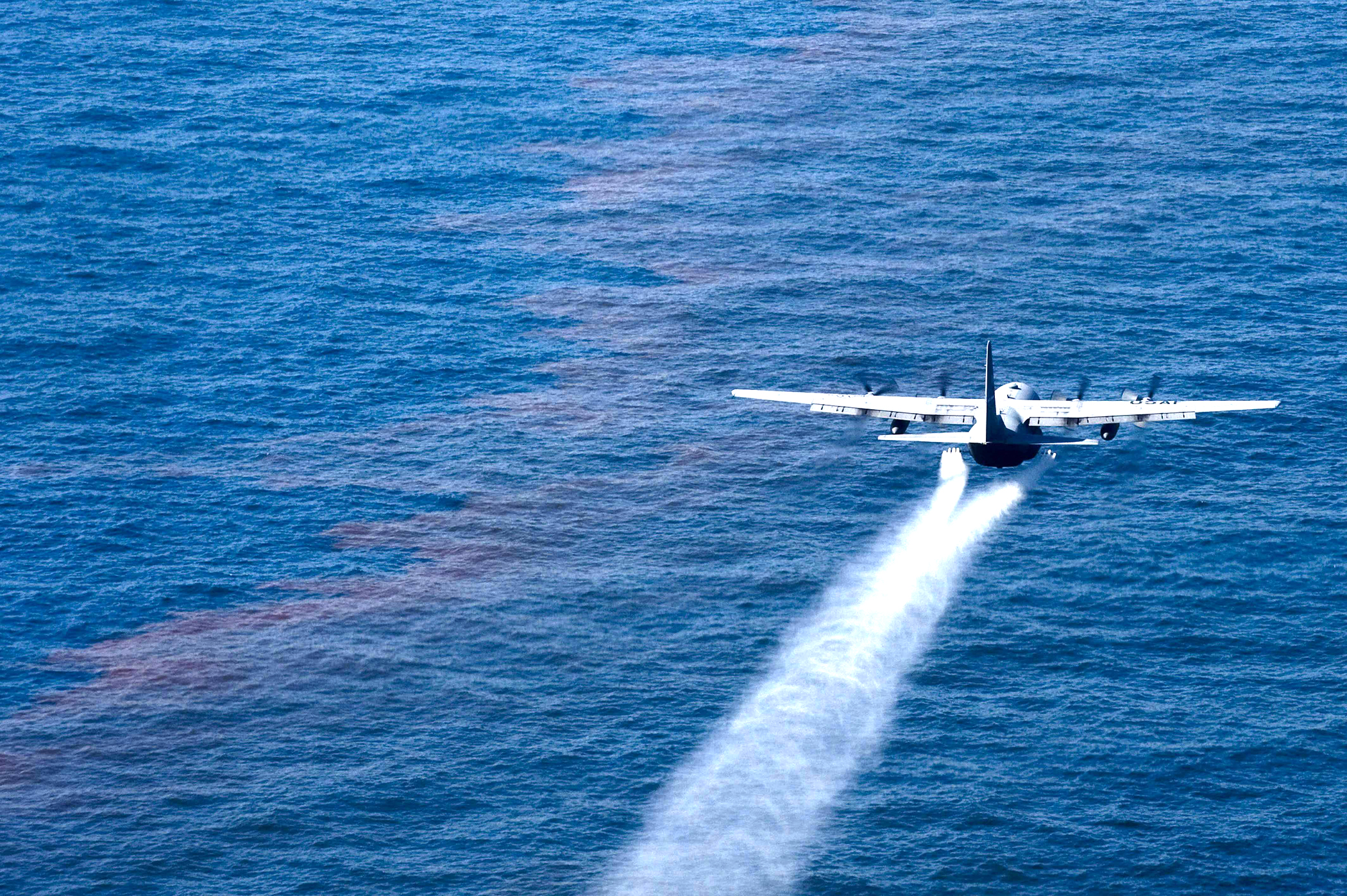
Avión de la fuerza aérea de EE. UU., espaciendo dispersante sobre la fuga de petróleo del Deepwater Horizon en el golfo de México.

Corexit es un producto utilizado como dispersantes de derrames de petróleo. Es producido por Nalco Holding Company la que está asociada con BP y Exxon. Corexit fue el más usado dispersante en la fuga de petróleo del Deepwater Horizon en el golfo de México, Corexit 9527 fue remplazado por Corexit 9500 ya que el primero era más tóxico. Petróleo que normalmente sube a la superficie del agua, es roto por el dispersante en pequeños glóbulos que pueden permanecer así suspendidos en el agua.

## Uso
Corexit 9580 fue usado durante el derrame de petróleo de Exxon Valdez en 1989 Alaska. En 2010, Corexit EC9500A y EC9527A se están utilizando en grandes cantidades en el derrame de Deepwater Horizon. La Enviromental Protection Agency (o EPA) ha preaprobado las dos formas de Corexit para casos de emergencia como el derrame del Golfo de México.
BP había utilizado Corexit EC9500A y EC9527A para finales de mayo, aplicando un total de 800,000 galones US (3,000,000 l), pero un cálculo más preciso estimó 1,000,000 galones US (3,800,000 l) bajo el agua. Para finales de abril del 2010, Nalco, el productor de Corexit, dijo que ha estado desplegando solo Corexit 9500.

## Composición

### Corexit 9527
La propiedad de su composición no es pública, pero el fabricante posee una ficha de datos de seguridad en Corexit EC9527, diciendo que los principales componentes son 2-butoxiletanol y un compuesto orgánico sulfonato con una baja concentración de Propilenglicol.

### Corexit 9500
En respuesta a la presión pública, la EPA y Nalco publicaron la lista de seis ingredientes en Corexit 9500, revelando constituyentes como sorvitan,  ácido butanodioico y destilados del petróleo. Corexit EC9500A es producido principalmente de Hidrodesulfuración de livianos destilados del petróleo, Propilenglicol y un sulfonato orgánico del propietario. Medio ambientalistas también presionaron a Nalco para que revelara las concentraciones de químicos que hay en el producto; Nalco considera esta información un secreto comercial , pero lo ha compartido con EPA. El propilenglicol es un químico comúnmente usado como solvente o hidratante en farmacia y cosméticos, y tiene una relativa baja toxicidad. El sulfonato orgánico (o compuesto orgánico de sal sulfonica), es un detergente químico sintético, que actúa como tensoactivo, para emulsionar petróleo y permitir su dispersión en el agua. La identidad del sulfonato usado en las dos formas de Corexit fue divulgado por EPA en junio del 2010, como dioctyl sodio sulfosuccinato .

## Toxicidad
La relativa toxicidad de Corexit y otros dispersantes es difícil de determinar dado los escasos datos científicos. La ficha de datos de seguridad del fabricante dice: «No se han realizado estudios de toxicidad en este producto», y después concluye: «El potencial de daños a humanos es: Bajo». De acuerdo a la página Web del fabricante, trabajadores que realizan tareas con Corexit deben usar protección respiratoria y trabajar en un área ventilada. Comparado con otros doce dispersantes listados por EPA, Corexit 9500 y 9527 son cualquiera de los dos de similar toxicidad o 10 a 20 veces más tóxicos. En un estudio preliminar de EPA sobre ocho tipos diferentes de dispersantes, Corexit 9500 fue encontrado ser el menos tóxico, para la vida marina, comparando otros dispersantes y de romperse en semanas. Antes que depositarse en el fondo del océano o acumularse en el agua. Ninguno de los ocho productos testeados son “sin toxicidad”, de acuerdo con administradores de EPA. Y el efecto ecológico que puede producir, mezclar dispersantes con petróleo es desconocido, así también como la toxicidad del remanente del dispersante degradado.
Corexit 9527, considerado por la EPA peligroso para la salud, se afirma por el fabricante que puede ser potencialmente peligroso para los eritrocitos (glóbulos rojos), los riñones, el hígado y puede irritar los ojos y la piel. El químico 2-butoxyetanol, encontrado en Corexit 9527, fue identificado como el causante de problemas de salud duraderos, en trabajadores involucrados en la limpieza del derrame de Exxon Valdez. De acuerdo al Alaska Community Action on Toxics, el uso de Corexit durante el derrame de Exxon Valdez le causó a personas «desórdenes, respiratorios, en el sistema nervioso, hígado, riñones, sangre». Como Corexit 9527, 9500 pueden causar hemólisis (ruptura de las células de la sangre) y también pueden causar sangrado interno.
De acuerdo a EPA, Corexit es más tóxico que otros dispersantes hechos por otros fabricantes y menos efectivo en el manejo del crudo en el sur de Luisiana. El 20 de mayo de 2010, la EPA ordenó a BP buscar otras alternativas menos tóxicas que Corexit, luego ordenó a BP que parase de rociar dispersantes, pero BP respondió que Corexit era la mejor alternativa y continuó rociándolo.
Se informa de que Corexit puede ser tóxico para la vida marina y mantiene sumergido el petróleo derramado. Existe preocupación de que las cantidades usadas en el golfo de México puedan crear «un daño sin precedentes a los organismos bajo el agua». El vocero de Nalco, Charlie Pajor dijo que el petróleo mezclado con Corexit es «más tóxico para la vida marina, pero menos tóxico para la vida que hay a lo largo de la costa y animales en la superficie», porque el dispersante permite al petróleo, estar sumergido debajo la superficie de agua. Corexit 9500 hace que el petróleo forme pequeñas gotas en el agua, y los peces pueden ser dañados cuando coman estas gotas. De acuerdo a la ficha de datos de seguridad, Corexit puede también bioacumularse, quedando depositado en los tejidos a lo largo del tiempo. Así predadores que comen pequeños peces con la toxina en su sistema, terminaran con mayor concentración de toxina en sus tejidos (biomagnificación).

## Efectividad
La capa de petróleo se dispersa en pequeñas gotas entremezcladas con el agua de mar. El petróleo no es solo dispersado en dos dimensiones (en la superficie), si no también en 3D (en la columna del agua). En el manejo del petróleo de Luisiana, Corexit EC9500A (mas llamado Corexit 9500) fue 54,7% efectivo, mientras que Corexit EC9527A fue 63,4% efectivo. En la lista de la EPA de otros doce tipos de dispersantes, fueron más efectivos de lidiar con el crudo y de una forma más segura con la fauna circundante. Uno de los dispersantes probados fue Dispersit, que fue 100% más efectivo en dispersar el crudo del Golfo y es menos tóxico para pececillo de plata y camarones que Corexit.

## Alternativas
Las autoridades del Reino Unido tienen una lista de productos que deben pasar dos test de laboratorio, «mar/playa» y «costa rocosa» para probar su toxicidad. Siguiendo una evaluación de los procedimientos de evaluación desde hace más de una década. Corexit no paso el test de costa rocosa, cuando fue presentado para renovar su inclusión en la lista, por lo tanto se eliminó de esta. Y ha sido omitido de la lista desde 1998, el stock existente, previo al de la fecha de eliminación, solo está permitido usar lejos de líneas costeras rocosas, sujeto a aprobación previa.
Dispersantes alternativos aprobados por EPA son listados en la National Contingency Plan Product Schedule, y nominados por su toxicidad y efectividad. Ejemplo: Dispersit